# Магдебургские центурии
Магдебургские центурии (лат. Centuriæ Magdeburgienses) — первое по времени в протестантской литературе большое сочинение по истории христианства, изданное между 1559 и 1574 годами. 

## Содержание
Название центурий (от лат. centum — столетие) определяет план издания: каждое столетие в сочинении принимается за особый период. Сочинение охватывает первые 13 веков христианства. Значительно позже оно было продолжено под тем же заглавием и доведено до конца XVI века. 
В первоначальном виде сочинение составляет коллективный труд целой корпорации протестантских учёных, предпринятый и исполненный по инициативе и под руководством Маттиаса Флациуса (1520—1575). Оно до сих пор не утратило своего научного значения в смысле первоисточника церковной истории, так как содержит в себе множество материалов, извлечённых из библиотек Германии, Венгрии, Франции, Италии, Англии, Болгарии, Валахии и даже России. 
Господствующая тенденция — противокатолическая — служит иногда причиной неправильных суждений; но часто встречается историческая критика высокого научного достоинства (например в доказательствах подложности так называемых Исидоровых декреталий). Недостаток сочинения — чисто внешнее деление истории по столетиям и слишком дробное распределение содержания по отделам, которых в каждой центурии до 16.